# Dreumel
Dreumel (51° 51′ N, 5° 26′ L) é uma cidade dos Países Baixos, na província de Guéldria. Dreumel pertence ao município de West Maas en Waal, e está situada a 4 km, a sul de Tiel.
Em 2001, a cidade de Dreumel tinha 1957 habitantes. A área urbana da cidade é de 0.64 km², e tem 797 residências. 
A área de Dreumel, que também inclui as partes periféricas da cidade, bem como a zona rural circundante, tem uma população estimada em 3360 habitantes.